# Spirocodon
Spirocodon is een geslacht van neteldieren uit de familie van de Corynidae.

## Soort
- Spirocodon saltatrix (Tilesius, 1818)